# Hugo de Reymaeker
Hugo de Reymaeker, né le 13 juillet 1937 à Tervuren (province du Brabant flamand) et mort le 15 juin 2001 à Fort-de-France en Martinique, est un dessinateur belge de bandes dessinées connu sous les pseudonymes de Fonske, Hugo, Hurey et Amaie.
On le connaît en France pour sa participation au Journal de Tintin entre 1961 et 1966, sinon l’essentiel de sa carrière s’est déroulée pour la presse belge néerlandophone.

## Biographie
Hugo de Reymaeker naît le 13 juillet 1937 à Tervuren.

### Carrière
Après des études à l’École supérieure des arts Saint-Luc, de Reymaeker intègre les studios Belvision en 1959. Bien que créés en 1954, les studios sont encore à l’époque balbutiants n’ayant réalisé, en tout et pour, qu’un seul court métrage exploitable en 1958.
Il commence assez naturellement à travailler pour Tintin en 1961, Raymond Leblanc étant le patron aussi bien de Belvision que des éditions du Lombard. Là pendant 5 ans il va livrer plusieurs centaines d’illustrations de rédactionnels, des contes, des pages sports, des publicités, etc. Mais finalement peu de bandes dessinées.
On compte à son actif, deux séries à suivre, Didi Soda (L’Île atomique) et Joly (La Clé mystérieuse), et trois personnages récurrents, en récits complets seulement : Mathurin le pirate, dont la carrière se limitera à deux histoires, Le Professeur Twist et Céleste Pion qui à partir de 1965 paraîtra sous le seul nom de Pion.
À cela, il convient de rajouter une dizaine d’histoires qui vont de la simple planche gag au récit de 6 pages.
En revanche, sa production pour la presse néerlandophone est plus continue. On le retrouve dans Ons Volkske, supplément jeunesse du journal Ons Volk Ontwaakt, avec De Avonturen van Gerarke, De Bende van Black & Co, De Nieuwe Avonturen van Lancelot, ou encore les gags de Hippo et Theo. Cette publication existe également en français sous le nom de Junior ; supplément de l'hebdomadaire populaire Chez Nous et qui n'est autre qu'une version plus économique de Tintin à cette époque. On se reportera vers le site de Daniel Schoorens : Le journal de Tintin qui mentionne les publications de ces journaux[Quoi ?],. 
Pour la revue Pats, dès 1962, il crée Bert en Bettie, Roy Blent et De Brammetjes. Il reprend aussi à son compte, à partir de 1965, les personnages de Marc Sleen De Lustige Kapoentjes — qui seraient en quelque sorte la version flamande des Les Petites Canailles du slapstick américain — publiés en français dans le magazine régional wallon Samedi sous l'appellation Le Petit Luron et Piet Fluwijn en Bolleke, dans lequel un père en nœud papillon et chapeau melon essaie vainement de faire l’éducation de son turbulent fils.

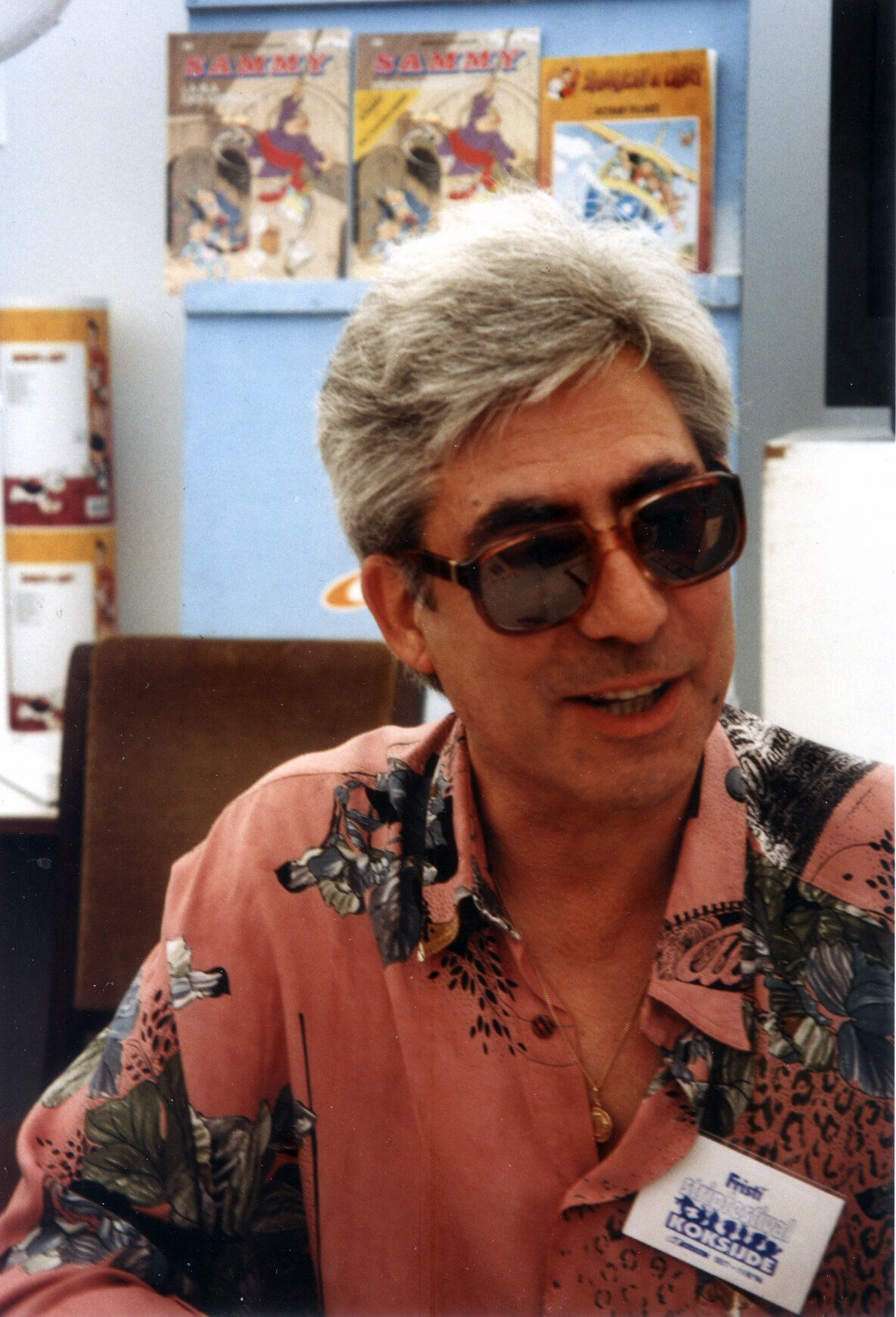
Jean-Pol en 1995.

Il collabore au journal Het Volk qui exige une exclusivité de ses travaux raison pour laquelle il met fin à ses collaborations à Tintin, Junior et Pats ainsi que sa relation personnelle et professionnelle avec Marc Sleen. Hugo quitte Het Volk en 1976, à la suite d'une divergence de points de vue éditoriaux. Il se fait l'assistant de Jean-Pol pour lequel il travaille sur Briochon ainsi que pour Berck. Il travaille en 1978 pour le magazine Gagzette sous l’alias d’Amaie. En 1980, il quitte la Belgique pour la Martinique. À Fort-de-France, le peintre belge Hugo s'affirme en s'opposant aux codifications impressionnistes et symbolistes pour retrouver les racines du naturel. Il définit son métier : « […] la peinture est un art merveilleux où la lumière n'a pas de limite. ». En 1986, il réalise une bande dessinée aux Éditions Désormeaux sur l'histoire des Antilles : Histoire des Antilles-Guyane par l'image. 1, De Saint-Christophe à Matinino.  
Il meurt le 15 juin 2001, à l'âge de 63 ans à Fort-de-France en Martinique.

### Reconnaissance
En 2013, se tient une exposition collective au Parlement flamand à Bruxelles où ses originaux sont exposés.

## Importance relative de l’œuvre
À en juger par la faiblesse des ressources disponibles sur le web, ce dessinateur n’a pas laissé beaucoup plus de traces sur les sites néerlandophones que francophones. Si la multiplicité de ses alias ne facilite pas la tâche, l’insuccès de ses séries explique davantage pareil oubli.
Pour autant, la chose est relativement injuste, même si ses bandes ne peuvent prétendre à figurer au panthéon de la BD, elles ne sont pas indignes non plus. La plupart du temps, il bénéficie du soutien de scénaristes chevronnés qui, s’ils ne confinent pas au génie, n’en sont pas moins de solides professionnels, Acar en étant un excellent exemple[non neutre].
En 6 ans, il livre quasiment 200 planches et plus de 100 dessins et est de fait un collaborateur régulier de Tintin. Avec Géri, Jo-El Azara, Mazel et Mittéï, il fait partie de l’écurie des jeunes dessinateurs au style comique dont les prédécesseurs pas nécessairement beaucoup plus vieux s’appellent Dino Attanasio, Greg ou encore Albert Uderzo. Tous ont fait des carrières exceptionnelles ou estimables, le seul qui soit resté en retrait est Hugo.
Pourtant son dessin dans un style comique est fort correct et certaines de ses histoires sont réellement de qualité. Par la teneur de son humour, Les Patineurs de la Frétillante auraient tout à fait pu figurer dans la série de Spirou, Le Vieux Nick et Barbe-Noire, l’unique aventure de Joly, La Clé du Mystère, pourrait s’inscrire dans le cycle de Johan et Pirlouit, au remaniement des personnages près bien sûr.

## Publications dansTintin

Logo du Journal Tintin de 1960 à 1965.

Tous les numéros de publication correspondent à l’édition belge de Tintin.

### Professeur Twist(1962)
- Le Professeur Twist et la souris, no 29, 1962 (2 planches)
- Le Professeur Twist cherche la tranquillité, no 32, 1962 (2 planches)
- Le Professeur Twist et Jupiter, no 34, 1962 (2 planches)
- Le Professeur Twist au cirque, no 40, 1962 (2 planches)
- Le Professeur Twist fait du ski, no 42, 1962 (2 planches)
- Le Professeur Twist psychologue, no 6, 1963 (2 planches)
- Le Professeur Twist et l'antivol, no 24, 1963 (2 planches, scénario de Jacques Acar)
- Le Professeur Twist fait des concessions, no 39, 1963 (2 planches, scénario de Jacques Acar).

### Mathurin le Pirate(1963)
- La Partie de pêche, no 46 (4 planches, scénario de Jacques Acar)
- Les Armes secrètes, no 51 (4 planches, scénario de Jacques Acar).

### Récits complets (1961-1988)
- Les Étrennes du baron de Coucy, no 52, 1961 (2 planches)

- Minus et Maximus jouent au golf, no 25, 1962 (2 planches)
- La Grande Sagesse du marabout, no 32, 1962 (2 planches)
- Les Pâques de Carillonnette, no 16, 1962 (1 planche)

- Le Triomphe de Boulon, no 13, 1963 (2 planches, scénario de Michel Greg)
- La Partie de pêche, no 46, 1963 (4 planches, scénario de Jacques Acar)
- Les Armes secrètes, no 51, 1963 (4 planches, scénario de Jacques Acar)

- L'Étoile de Noël, no 50, 1964 (6 planches, scénario de Jacques Acar)

- Noël interplanétaire, no 50, 1965 6 planches, scénario de Jacques Acar)
- Les Patineurs de la Frétillante, no 51, 1965 (6 planches, scénario de Vicq)

- Boum-Boum-Boum ! (récit guerrier), no 22, 1966 (4 planches, scénario de Guy Mortier)
- Bebelcébut et la grande peste de l’an 1000, no 40, 1966 (6 planches, scénario de Match)[Note 2]
- Un amour de chien, no 40, Eudoxie JL Queclan, 1988 (parution en décembre 2018) (30 planches en couleur, scénario de Match)

### Histoires à suivre (1962-1963)
- Didi-Soda, L’Île atomique, no 29 au no 43, 1962 (30 planches, scénario d'Yves Duval)
- Joly, La Clef mystérieuse, no 7 au no 21, 1963 (30 planches, scénario de Jacques Acar).

## Publications dansJuniorsous la signature de Fonske
- Pim et Rol[10] : Le Chevalier noir, récit à suivre, Junior du no  ? au no 42 en 1963.

## Collectifs
- 35 ans du journal Tintin - 35 ans d'humour[11], Le Lombard, Bruxelles, septembre 1981
Scénario et couleurs : collectif - Dessin : collectif dont Hugo,Préface de Raymond Leblanc.

## Dessins animés
- 1960 : Chlorophylle et Minimum dans Le Bosquet Hanté[12],[13], d'après Raymond Macherot, court métrage de Ray Goossens de 9 min 12 s, Éditions du Lombard, chef animateur : Willy Lateste, chanson interprétée par Viviane Chantel, décors : H. de Reymaeker.